# Horno-Asador de Timanfaya

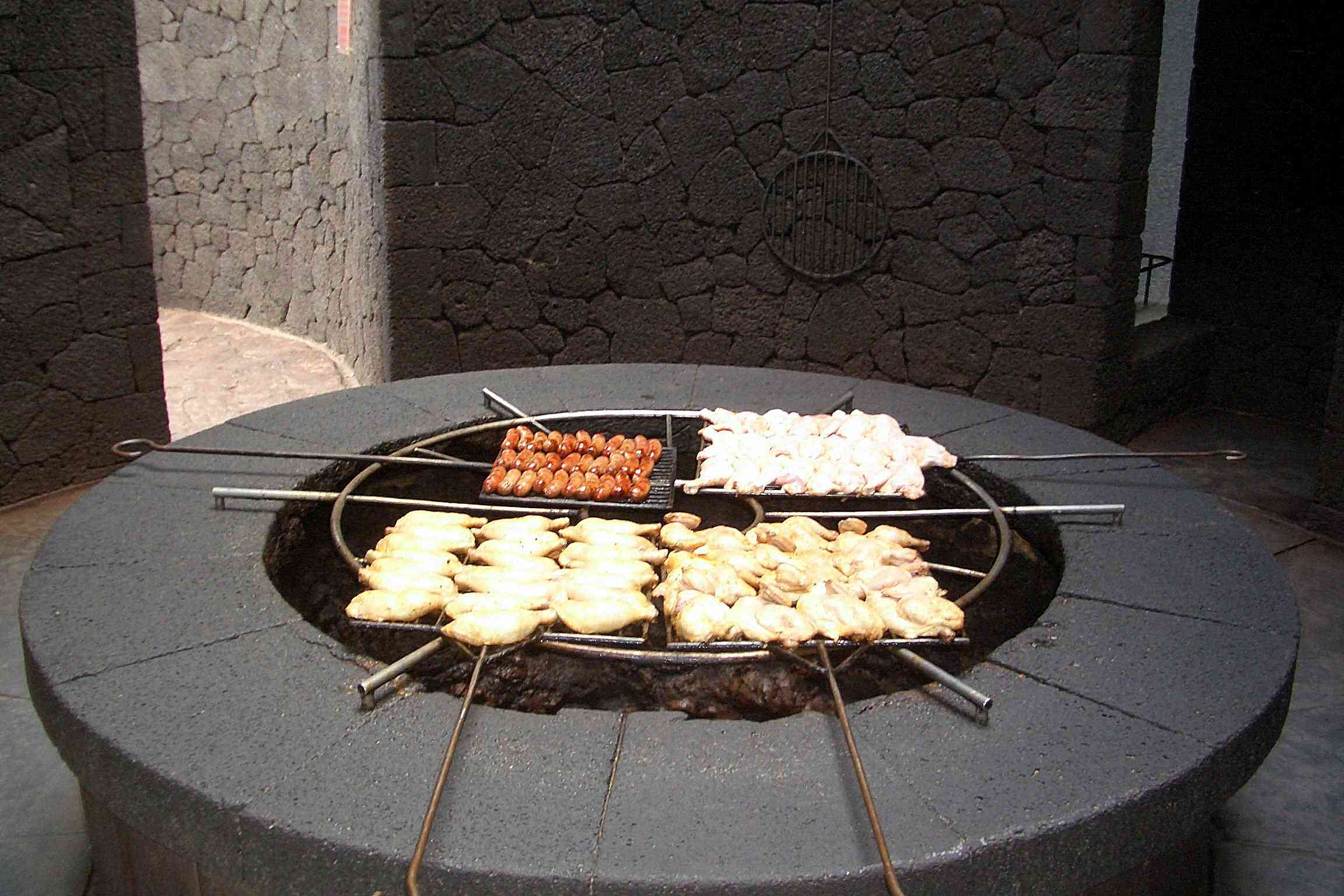
Horno-asador de Timanfaya.

El Horno-Asador de Timanfaya fue diseñado por César Manrique y Eduardo Cáceres para un establecimiento de cocina artesanal canaria (Restaurante El Diablo) en el parque nacional de Timanfaya en Lanzarote. El horno-asador funciona con unas rejillas sobre una hendidura en el suelo de varios metros de profundidad en una zona de una alta actividad geotérmica y magmática dentro del parque nacional de Timanfaya. El calor sube desde las entrañas de la Tierra, asando los alimentos colocados en dicha rejilla.